# Pawło Iwanow
Pawło Ołeksandrowycz Iwanow, ukr. Павло Олександрович Іванов (ur. 28 września 1984 w Kijowie) – ukraiński piłkarz, grający na pozycji obrońcy.

## Kariera piłkarska

### Kariera klubowa
Wychowanek klubu Zmina-Obołoń Kijów, barwy którego bronił w juniorskich mistrzostwach Ukrainy (DJuFL). Karierę piłkarską rozpoczął 8 kwietnia 2001 w składzie trzeciej drużyny Dnipra Dniepropetrowsk. Wiosną 2002 występował w klubie Nafkom-Akademia Irpień. Podczas przerwy zimowej sezonu 2003/04 został zaproszony do Obołoni Kijów, skąd był wypożyczony do farm-klubu Krasyliw-Obołoń Krasiłów. Latem 2005 wyjechał do Białorusi, gdzie bronił barw klubów MTZ-RIPO Mińsk i Biełszyna Bobrujsk. W 2007 powrócił do Ukrainy, a latem dołączył do zespołu Jednist' Płysky. W sierpniu 2009 debiutował w koszulce Bukowyny Czerniowce, a podczas przerwy zimowej sezonu 2010/11 przeszedł do Olimpika Donieck. W końcu kwietnia 2015 opuścił doniecki klub. W lipcu 2015 podpisał kontrakt z Zarea Bielce, jednak nie otrzymał zgodę na pracę w Mołdawii i w 18 sierpnia 2015 kontrakt został anulowany. 26 stycznia 2015 został piłkarzem Howerły Użhorod.

## Sukcesy i odznaczenia

### Sukcesy klubowe
- mistrz Pierwszej ligi Ukrainy: 2014